# 이시노마키역
이시노마키역(일본어: 石巻駅, いしのまきえき)은 일본 미야기현 이시노마키시에 있는, 동일본 여객철도의 철도역이다.

## 역 구조
3면 5선 구조의 지상역이다. 역사와 센세키 선 승강장, 이시노마키 선 고고타 방면 승강장 사이에는 계단이 없다.
역사와 이시노마키 선 오나가와 방면 승강장은 과선교로 이어져 있다.(엘리베이터 있음)

### 승강장
| 번선      | 노선                 | 방향 | 행선                                      | 비고            |
| --------- | -------------------- | ---- | ----------------------------------------- | --------------- |
| 1         | ■ 센세키 도호쿠 라인 | -    | 다카기마치 · 시오가마 · 센다이 방면       |                 |
| 2         | ■ 센세키 선          | -    | 마쓰시마카이간 · 센다이 · 아오바도리 방면 |                 |
| 3 · 4 · 5 | ■ 이시노마키 선      | 상행 | 마에야치 · 고고타 방면                    | 주로 3번 승강장 |
| 3 · 4 · 5 | ■ 이시노마키 선      | 하행 | 와타노하 · 오나가와 방면                  | 주로 4호 승강장 |

## 역세권 정보
- 이시노마키 시청
- 기타카미강

## 역사
- 1912년 10월 28일: 센포쿠 경편 철도(仙北軽便鉄道, 현재 이시노마키 선)의 이시노마키 역으로 영업 개시.
- 1919년 4월 1일: 국유화.
- 1928년 11월 22일: 미야기 전기 철도(宮城電気鉄道, 현재 센세키 선)의 이시노마키 역이 영업 개시.
- 1932년 1월 8일: 미야기 전기 철도가 역 명칭을 미야덴이시노마키역(宮電石巻駅)으로 변경.
- 1944년 5월 1일: 미야기 전기 철도가 국유화. 미야덴이시노마키 역을 이시노마키 역으로 합병.
- 1987년 4월 1일: 민영화에 따라 동일본 여객철도의 소속이 되었다.
- 1990년 7월 21일: 이시노마키 선 역사와 센세키 선 역사를 통합.
- 2003년
  - 7월 17일: 자동 개찰 도입.
  - 10월 26일: 스이카 도입.
- 2011년
  - 3월 11일: 동일본 대지진으로 영업 휴지. 쓰나미로 기타카미강이 범란함으로 수몰되었다.
  - 5월 19일: 이시노마키 선 고고타 방면이 운행 복귀.
  - 7월 16일: 센세키 선 야모토 - 당역 구간이 운행 복귀. 전철화 시설 복귀가 안 되는 상태임에 따라 205계 전동차로 운행이 안 되므로 키하100계 동차로 운행.
- 2012년
  - 3월 17일: 이시노마키 선 당역 - 와타노하 구간이 운행 복귀.

## 인접역
| 동일본 여객철도 ■ 이시노마키 선 | 동일본 여객철도 ■ 이시노마키 선 | 동일본 여객철도 ■ 이시노마키 선 |
| ------------------------------- | ------------------------------- | ------------------------------- |
| 소바노카미 고고타 방면          |                                 | 리쿠젠이나이 오나가와 방면      |
| 동일본 여객철도 ■ 센세키 선     |                                 |                                 |
| 야마토 센다이 방면              | □ 특별 쾌속                     | 시·종착역                       |
| 리쿠젠야마시타 센다이 방면      | ■ 쾌속 ■ 보통                   | 시·종착역                       |